# Grigori Margoelis

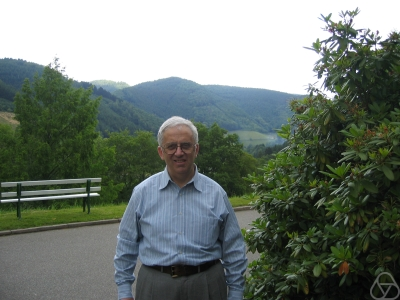
Grigori Margoelis

Gregori Aleksandrovitsj Margoelis (Russisch: Григорий Александрович Маргулис) (zijn eerste naam wordt ook gegeven als Gregory, Grigori of Grigory) (Moskou, 24 februari 1946) is een Russische wiskundige die bekendstaat om zijn verreikende werk met roosters in Lie-groepen en de introductie van methoden uit de ergodentheorie in diophantische benaderingen.
In 1978 werd hij bekroond met een Fieldsmedaille. In 2005 werd hem de Wolfprijs in de wiskunde toegekend. Margulis was de  zevende wiskundige die beide prijzen kreeg. In 1991 trad hij toe tot de faculteit van Yale University, waar hij momenteel de Erastus L. DeForest professor in de wiskunde is.
In 2020 werd de Abelprijs aan hem toegekend, die gezien wordt als de Nobelprijs voor wiskunde.

## Voetnoten
1. ↑  Yale's Margulis Wins 2005 Wolf Prize for Mathematics. Yale University Office of Public Affairs (23 februari 2005).
2. ↑  The Abel Prize Laureates 2020 International Pagewww.abelprize.no

- Bibliothèque nationale de France: cb12464779j (data)
- DBLP: 07/6908
- Gemeinsame Normdatei: 128622881
- International Standard Name Identifier: 0000 0001 1046 5854
- Library of Congress Control Number: n90711576
- Mathematics Genealogy Project: 15062
- Nationale Bibliotheek van Israël: 987007423071805171
- Nederlandse Thesaurus van Auteursnamen: 088448614
- Système universitaire de documentation: 073281093
- Trove: 936371
- Virtual International Authority File: 24699676
- WorldCat: E39PBJhd7M8k4vGQ3Hp37MQ6rq